# Litosja
Litosja (ryska: Литоша) är ett vattendrag i Belarus.   Det ligger i voblasten Homels voblast, i den centrala delen av landet, 250 km söder om huvudstaden Minsk.
I omgivningarna runt Litosja växer i huvudsak blandskog. Runt Litosja är det glesbefolkat, med 9 invånare per kvadratkilometer.